# Parasalvazaon apicicorne
Parasalvazaon apicicorne là một loài bọ cánh cứng trong họ Cerambycidae.